# Syntrichura melaena
Syntrichura melaena är en fjärilsart som beskrevs av Paul Dognin 1907. Syntrichura melaena ingår i släktet Syntrichura och familjen björnspinnare. Inga underarter finns listade i Catalogue of Life.